# Havergal Brian
Havergal Brian (Dresde, Staffordshire, Reino Unido 29 de enero de 1876-Shoreham-by-Sea, Sussex, 28 de noviembre de 1972) fue un compositor y crítico musical británico. 

## Biografía
Havergal Brian William era hijo de un alfarero llamado Benjamin Brian y su esposa Martha, (de soltera Watson), quienes se conocieron cuando participaban en uno de los Festivales de Música Diocesana de Lichfield como miembros del coro. Nació en 1876 en Dresden, un distrito de Stoke-on-Trent, situada en Staffordshire (Inglaterra). Brian no se llamaba Havergal sino William; adoptó ese otro nombre tomándolo de una familia de músicos locales que hacían himnos religiosos.
La primera formación musical de Brian fue como niño de coro; cantaba en el coro de la iglesia de St James de Longton. En 1887, él y otros coristas de su ciudad natal participaron en un concierto en la catedral de Lichfield con motivo del jubileo de la reina Victoria. Esta experiencia hizo que el niño se interesara por los efectos musicales a gran escala. A los 12 años dejó la escuela primaria y empezó a trabajar. En su tiempo libre siguió estudiando música, incluido el órgano, para el que demostró tener talento desde muy joven; como compositor fue prácticamente autodidacta. Desde 1896 fue organista de All Saints', una iglesia de estilo gótico al otro lado de la frontera del condado de Cheshire. El puesto implicaba tocar en los servicios dominicales; su trabajo principal en ese momento era en una empresa maderera.

## Trayectoria
Hacia finales del siglo XIX, al escuchar la obra King Olaf, una composición para solistas, coro y orquesta de Edward Elgar,  comenzó su interés por la novedosa música clásica de compositores como Richard Strauss y Granville Bantock, de quien fue muy amigo. En 1898, Brian se casó con Isabel Priestley.
A principios del siglo XX, un acaudalado empresario local, Herbert Minton Robinson, le ofreció una renta anual de 500 libras para que pudiera dedicar todo su tiempo a la composición. En un principio Brian encontró el éxito: la Suite Inglesa atrajo la atención de Henry J. Wood, que la interpretó en los célebres Proms del Queen’s Hall (desde 1941 han mudado al Royal Albert Hall). La obra resultó ser popular y Brian consiguió un editor y actuaciones para sus siguientes obras orquestales, aunque este éxito inicial no se mantuvo. Brian no supo gestionar aquella etapa triunfal y no tardó en aplazar sus trabajos para disfrutar de los placeres que le proporcionaba su acomodada posición. Las discusiones por el dinero y un romance con una joven sirvienta, Hilda Mary Hayward (1894-1980), provocaron el fracaso de su primer matrimonio en 1913. Brian y Hilda empezaron a vivir juntos como marido y mujer en Londres.  
Brian comenzó a componer copiosamente mientras vivía en la pobreza. Al estallar la Primera Guerra Mundial se alistó como voluntario en la Honorable Compañía de Artillería, pero no llegó a prestar servicio por una lesión en la mano. Posteriormente, trabajó en la Oficina de Auditoría de la Fuerza Expedicionaria Canadiense hasta diciembre de 1915. La familia se trasladó entonces a Erdington, cerca de Birmingham (Warwickshire), hasta mayo de 1919, y después pasó varios años en diversas localidades de Sussex. Su breve servicio de guerra le proporcionó el material para su primera ópera The Tigers. En la década de 1920 se dedicó a componer sinfonías, aunque ya había escrito más de diez antes de que una de ellas se estrenara a principios de la década de 1950. 
Después de la contienda, ante la falta de ofertas, reorientó su profesión entrando a trabajar como crítico musical. Desempeñó esa labor en publicaciones especializadas como el diario The Bristish Bandsman o la revista Musical Opinion, de la que llegó a ser editor en 1927. Se le daba bien escribir y su estilo era sarcástico, lo que ha llevado a compararle con Bernard Shaw. Ahora bien, su trabajo como crítico no impidió que continuase componiendo.Tras retirarse en 1940 retomó las partituras e hizo todo tipo de piezas, como conciertos para violín y violonchelo, canciones, conciertos para piano y orquesta de cámara, suites… Sin embargo, donde realmente se sintió a gusto fue en la sinfonía, lo que plasmó nada menos que en treinta y dos de ellas. La mayoría, veintidós, fueron tardías, escritas a partir de la segunda mitad de los años cincuenta por el éxito que tuvo en 1949 la Sinfonía nº 8 en Si bemol, al ser redescubierta y programada por la BBC.
Además de las obras de música de cámara o voz, es autor de 32 sinfonías, lo que le sitúa como uno de los músicos sinfónicos más prolíficos, junto con la Escuela de Mannheim y otros compositores como Joseph Haydn y Leif Segerstam. Su Primera Sinfonía, es la Sinfonía Nº 1 en Re Menor aunque es más conocida por el nombre de Gothic (Gótica), que consta de seis movimientos divididos en dos partes, es la más larga de la historia (cerca de dos horas de duración). Los tres primeros movimientos (35 minutos) son puramente instrumentales, mientras que la segunda parte es un colosal Te Deum para coro, orquesta y órgano. La obra es una sinfonía coral, al estilo de la Octava Sinfonía de Gustav Mahler.  
Cuando Brian fue redescubierto en 1966 era ya nonagenario y es posible que parte de ese éxito postrero se debiera a la simpatía que despertaba un venerable anciano. De hecho, tras morir en 1972 volvió a segundo plano, aún cuando algunas de sus creaciones todavía se estrenaban por esas fechas. Pero retiene su récord de sinfonía más larga.